# 有効成分
有効成分（ゆうこうせいぶん）とは、医薬品、医薬部外品や農薬などに含まれる物質のうち生理活性を示すもののこと。英語の active ingredient を略し AI、a. i. となどとも表記する。医薬品については、active pharmaceutical ingredient の略で、APIと表記される場合もある。製剤加工前の有効成分を原体（げんたい）や原末（げんまつ）とも呼ぶ。
医薬品では製剤に含まれる物質は普通、有効成分と賦形剤に分けられる。有効成分は1種類とは限らず、複数が混合されることもある。賦形剤は剤形（錠剤、軟膏剤、懸濁剤等）を決める物質であり、薬効のない成分であるが、有効成分の吸収などを調節する効果を持つ場合もある。
生薬の場合には、有効成分が明らかでない場合や、多数の有効成分が考えられる場合もある。漢方薬のように複数の生薬からなる製剤では、薬効の中心となる特定の生薬を有効成分と称することもある。